# DN13B
De DN13B (Drum Național 13B of Nationale weg 13B) is een weg in Roemenië. Hij loopt van Praid naar Gheorgheni. De weg is 51 kilometer lang. 